# Championnat du monde féminin de curling 1996
Navigation
Édition précédente Édition suivante
Le Championnat du monde féminin de curling 1996, dix-huitième édition du championnat du monde féminin de curling, a eu lieu du 23 au 31 mars 1996 au Copps Coliseum d'Hamilton, au Canada. Il est remporté par le Canada.